# Mario & Sonic at the London 2012 Olympic Games
Mario & Sonic at the London 2012 Olympic Games är ett sportspel, som utvecklades av Sega Japan. Spelet är officiellt licensierat av den Internationella olympiska kommittén (IOK). Det är den tredje delen i Mario & Sonic-serien efter den kommersiella framgången av sina föregångare och var ett officiellt spel i sommar-OS 2012. Spelet släpptes till Wii den 18 november 2011 i Europa. Spelet släpptes också till Nintendo 3DS den 10 februari 2012 i Europa. Det är det första spelet som har ett gult keepcase istället för ett vitt.

## Gameplay
Mario & Sonic till Wii och 3DS är en samling av många sporter som bygger på de olympiska spelens sporter. Spelaren kan ta på sig rollen som en Nintendo- eller Segakaraktär medan spelaren tävlar mot de andra karaktärerna i dessa sporter. Sporterna äger rum på de officiella arenorna i sommar-OS 2012.
Det kommer att finnas flera nya olympiska sporter i Mario & Sonic at the London 2012 Olympic Games till Wii, bland annat fotboll, badminton och banhoppning. Det kommer också att finnas tidigare existerande sporter som friidrott, vattensport och bordtennis. Det kommer också att finnas nya "Dream Events", som i de förra Mario & Sonic-spelen var annorlunda versioner av riktiga sporter. På Wii-versionen introduceras ett "Party Mode".
3DS-versionen kommer att ha över 50 OS-sporter i singleplayer och multiplayer.

## Handling (3DS)
Mario, Sonic och alla deras vänner är inbjudna till OS i London 2012, men två karaktärer är inte inbjudna: Bowser och Dr. Eggman. De blir rasande över att bli avvisade och de två skurkarna försöker att stoppa de olympiska spelen genom att använda dimmaskiner för att täcka hela landet i tjock dimma. Mario, Sonic och de andra hjältarna bestämmer sig för att stoppa de två skurkarna och rädda de olympiska spelen.

## Karaktärer
Det finns 20 spelbara karaktärer i Mario & Sonic at the London 2012 Olympic Games. Dessa karaktärer är indelade i fyra kategorier: All-around, Snabbhet, Styrka och Skicklighet. Det finns även möjlighet att spela med sin Mii och man kan då ändra den så att den blir snabb, stark, skicklig eller all-around. Dessa karaktärer är spelbara:

### All-around
- Mario
- Luigi
- Amy Rose
- Blaze
- Bowser Jr.

### Snabbhet
- Sonic
- Shadow
- Yoshi
- Daisy
- Metal Sonic

### Styrka
- Bowser
- Wario
- Knuckles
- Vector
- Donkey Kong

### Skicklighet
- Tails
- Dr. Eggman
- Peach
- Waluigi
- Silver

## Sporter
- 100 meter
- 110 meter häck
- 4 x 100 meter
- Längdhopp
- Diskus
- Släggkastning
- Spjutkastning
- Förskjuten barr
- Trampolin
- Tape
- 100 meter frisim
- Konstsim
- Kanot
- Banhoppning
- Badminton
- Beachvolleyboll
- Bordtennis
- Fotboll
- Skytte
- Fäktning
- Cykling

## Drömsporter
- Längdhopp
- Rafting
- Diskus
- Förskjuten barr
- Häcklöpning
- Banhoppning
- Trampolin
- Rymdfart
- Fäktning

## Mottagande
Två månader efter att spelet hade släppts hade Wii-versionen av spelet sålt 2,4 miljoner exemplar i Nordamerika och Europa. Tidningen Nintendo Power gav 3DS-versionen av spelet 7 av 10. IGN gav Wii-versionen 7,5 och 3DS-versionen 6,5.

## Ljud
Spelet innehåller låtar från Marioserien och Sonicserien tillsammans med nya låtar som är gjorda speciellt för spelet. Röstskådespelarna som var med i detta spel var Charles Martinet, som gjorde rösten till Mario, Luigi, Wario och Waluigi, Kazumi Totaka som Yoshi, Roger Craig Smith som Sonic, Deanna Mustard som Daisy, Kenny James som Bowser, med mera.